# Nicolae Șarpe
Nicolae Șarpe (n. 4 septembrie 1923, Goicea Mare, Dolj) este un fitotehnist și cercetător agricol român, considerat fondatorul modern al erbicidării culturilor agricole în România. A contribuit major la dezvoltarea cercetării agricole prin introducerea și promovarea erbicidelor, reducând semnificativ munca manuală a țăranilor și sporind productivitatea agricolă.

## Biografie
Nicolae Șarpe s-a născut la 4 septembrie 1923 în comuna Goicea Mare, județul Dolj, într-o familie de țărani. A urmat școala primară în satul natal între 1930 și 1935. Din cauza posibilităților materiale limitate ale părinților, nu a putut continua studiile la liceu, astfel că între 1936 și 1941 a învățat la Școala Inferioară de Agricultură din Poiana Mare, Dolj, și la Școala Inferioară de Viticultură Miniș, Arad. Ulterior, între 1941 și 1945, a urmat Școala Medie Tehnică de Agricultură din Trifești, Roman. Pregătirea sa preuniversitară a durat 15 ani, în condiții dificile.
Dotat cu o memorie și o inteligență remarcabile, Șarpe a absolvit Facultatea de Agronomie din Timișoara în 1949, fiind imediat încadrat ca asistent la catedra de Agrotehnică. În contextul epocii, a urmat studii de doctorat la Academia Timiriazev din Moscova, obținând în 1954 titlul de „candidat în științe biologice”. La întoarcerea în țară, a fost numit șef de laborator la Secția de Fitotehnie a ICAR, sub conducerea profesorului dr. Gh. Văluță.
În 1957, odată cu înființarea Institutului de Cercetări pentru Cultura Porumbului de la Fundulea (ICCPT), Șarpe a fost numit șef al Laboratorului de Fitotehnie. Aici a realizat primele experiențe cu hibrizi de porumb aduși din SUA, stabilind densități optime de 40-50 plante/ha pentru culturi neirigate și recomandând semănatul cu 4-5 zile mai devreme pentru uniformitate și vigoare. Din 1961, și-a concentrat cercetările pe erbicide, domeniu în care a activat timp de peste 35 de ani.

## Activitate științifică
Nicolae Șarpe a revoluționat agricultura românească prin introducerea erbicidelor, eliminând munca manuală grea, precum prășitul și plivitul, și sporind productivitatea. A studiat aplicarea erbicidelor la 25 de specii agricole, testând aproximativ 900 de substanțe și omologând 296 tipuri, reprezentând 60-70% din erbicidele importante utilizate la nivel mondial. În 1989, sub coordonarea sa, 8 milioane de hectare de culturi din România erau erbicidate.
Cercetările sale au acoperit combaterea buruienilor cu un singur erbicid sau în amestec, tehnologii noi de cultură, toleranța plantelor la erbicide, efectele fitotoxice și de remanentă, combaterea buruienilor în culturi horticole și pe pășuni, precum și influența erbicidelor asupra calității producției. A stabilit strategii economice pentru combaterea buruienilor, reducând consumul de combustibili și generalizând lucrările mecanizate.
Șarpe a colaborat cu ICECHIM București și combinatele chimice de la Pitești, Râmnicu Vâlcea și Borzești, contribuind la fabricarea în țară a erbicidelor precum Pitezin, Diizocab, Mecloran și Simadon. A obținut 15 brevete de invenție în acest domeniu. De asemenea, a format o școală de cercetare, colaborând cu specialiști precum G. Sindorciuc, I. Ghinea și I. Vlăduțu.
A participat la 53 de sesiuni științifice ale ICCPT Fundulea, 80 de simpozioane naționale de herbologie și 22 sesiuni CAER, prezentând 53 de referate la congrese internaționale în țări precum Franța, Anglia, Germania, Belgia, Italia și Ungaria.

## Lucrări
Nicolae Șarpe a publicat 730 de articole (6890 pagini) în 15 volume, grupate pe ani, între 1961 și 1997, precum și tratate de referință în domeniul erbicidelor, considerate unice la nivel mondial. Lucrările sale sunt indispensabile pentru practica agricolă și cursurile de fitotehnie din România.
Printre lucrările sale de sinteză se numără:
- Erbicidele și utilizarea lor, 1967
- Erbicidele, 1975
- Erbicidele, ediția a II-a, 1976
- Combaterea chimică a buruienilor din culturile de câmp, 1981
- Combaterea integrată a buruienilor din culturile agricole, 1987
- Erbicidele și strategiile de combatere chimică a buruienilor din agricultură, 1998

O selecție a articolelor sale include:
- „Contribuții la cultura intercalată a porumbului siloz cu soia furajeră”, Probleme Agricole, nr. 5, 1951
- „Contribuții la stabilirea densității optime pentru hibrizii dubli de porumb cultivați în R.P.R.”, Probleme Agricole, nr. 4, 1962
- „Combaterea buruienilor din cultura mazărei cu Prometrin”, Analele I.C.C.P.T. Fundulea, pag. 275-283, 1965
- „Eliminarea prășitului manual din cultura porumbului prin aplicarea în benzi a Atrazinului cu semănătoarea pneumatică S.P.C.6”, Probleme Agricole, nr. 3, 1966
- „Efectul unor erbicide noi în combaterea buruienilor din cultura de porumb neirigat”, Institutul Agronomic Ion Ionescu de la Brad, Iași, pag. 457-466, 1968
- „Cercetări privind efectul remanent al Atrazinului asupra producției de grâu în diferite zone pedoclimatice”, Analele I.C.C.P.T. Fundulea, pag. 574-584, 1969
- „Contribuții la combaterea cuscutei din lucernă pe cale chimică”, Analele I.C.C.P.T. Fundulea, pag. 684-692, 1970
- „Combaterea chimică a buruienilor Iarba Vântului (Apera spica venti) din cultura grâului”, Probleme Agricole, nr. 10, 1970
- „Efectul unor erbicide noi în combaterea buruienilor la floarea-soarelui”, Analele I.C.C.P.T. Fundulea, vol. XLII, pag. 259-266, 1977
- „Combaterea odosului (Avena fatua L) din culturile de mazăre”, Analele I.C.C.P.T. Fundulea, vol. XLIII, pag. 297-303, 1978

## Contribuții suplimentare
Nicolae Șarpe a determinat înființarea Combinatului Chimic de la Curtea de Argeș, specializat în producția de erbicide, și a contribuit la fabricarea în țară a 90% din necesarul de erbicide al României. A elaborat strategii pentru combaterea buruienilor la culturi precum grâu, porumb, floarea-soarelui, sfeclă de zahăr, cartof, soia, mazăre, in și livezi, eliminând prașila manuală și sporind productivitatea muncii.
În 1999, Șarpe era consilier științific al Oltchim Râmnicu Vâlcea, coordonând programul de cercetări în domeniul erbicidelor, în cadrul unui plan național.

## Premii și recunoaștere
Nicolae Șarpe este membru corespondent al Academiei de Științe Agricole și Silvice, membru al Societății Europene pentru Studiul Buruienilor (EWRS) și membru al New York Academy of Sciences (1998). A obținut 15 brevete de invenție pentru erbicide, fiind recunoscut ca fondator al domeniului erbicidării în agricultura românească.